# 岡田昌彰
岡田 昌彰（おかだ まさあき、1967年 - ）は、日本の土木史研究者である。近畿大学理工学部社会環境工学科教授。

## 経歴
1967年に茨城県日立市で誕生する。茨城県立水戸第一高校を経て、1991年に東京工業大学工学部土木工学科を卒業し、同大学院理工学研究科社会工学専攻で1996年に博士課程を修了する。『テクノスケープに関する研究』で博士（工学）を授与される。その後、日本学術振興会特別研究員を経て長大構造事業部・国土技術政策総合研究所沿岸海洋研究部研究員・東京大学アジア生物資源環境研究センター研究機関研究員などを歴任したのち、2003年より近畿大学理工学部社会環境工学科講師となる。2007年より准教授、2013年より教授を務める。
2006年に『テクノスケープに関する研究』で日本造園学会研究論文部門研究奨励賞を受賞した。2018年に『日本の砿都：石灰石が生んだ産業景観』で同学会著作賞を受賞した。同書は2019年に日本観光研究学会観光著作賞（一般）、2020年に日本都市計画学会石川奨励賞も授与された。2023年に『美しい英国の産業景観』でイギリス産業考古学会特別賞を受賞した。

## 著作
- 岡田昌彰 著、篠原修 編『テクノスケープ : 同化と異化の景観論』鹿島出版会〈景観学研究叢書〉、2003年。ISBN 978-4306077034。
- 岡田昌彰『日本の砿都:石灰石が生んだ産業景観』創元社、2017年。ISBN 978-4422701110。
- 岡田昌彰『美しい英国の産業景観(テクノスケープ)』創元社、2018年。ISBN 978-4422701172。